# Dario Kolobarić
Dario Kolobarić (Teslić, 6 febbraio 2000) è un calciatore sloveno, attaccante del Domžale.

## Caratteristiche tecniche
È un centravanti.

## Carriera

### Club
Cresciuto nel settore giovanile del Domžale, debutta in prima squadra il 30 marzo 2019 in occasione dell'incontro di 1. SNL perso 3-1 contro l'Olimpia Lubiana.

### Nazionale
Nel 2021 viene convocato dalla nazionale Under-21 per il campionato europeo di categoria; il 27 marzo scende in campo nel match della fase a gironi contro la Repubblica Ceca.

## Statistiche
Statistiche aggiornate al 28 luglio 2023.

### Presenze e reti nei club
| Stagione        | Squadra           | Campionato      | Campionato | Campionato | Coppe nazionali | Coppe nazionali | Coppe nazionali | Coppe continentali | Coppe continentali | Coppe continentali | Altre coppe | Altre coppe | Altre coppe | Totale | Totale | Totale |
| Stagione        | Squadra           | Comp            | Pres       | Reti       | Comp            | Pres            | Reti            | Comp               | Pres               | Reti               | Comp        | Pres        | Reti        | Pres   | Reti   |        |
| --------------- | ----------------- | --------------- | ---------- | ---------- | --------------- | --------------- | --------------- | ------------------ | ------------------ | ------------------ | ----------- | ----------- | ----------- | ------ | ------ | ------ |
| 2018-2019       | Domžale           | 1.SNL           | 3          | 2          | CS              | 0               | 0               |                    | -                  | -                  |             | -           | -           | 3      | 2      |        |
| 2019-gen. 2020  | Domžale           | 1.SNL           | 3          | 0          | CS              | 2               | 0               | UEL                | 1                  | 0                  |             | -           | -           | 6      | 0      |        |
| gen.-giu. 2020  | Dob               | 1.SNL           | 1          | 1          | CS              | 0               | 0               |                    | -                  | -                  |             | -           | -           | 1      | 1      |        |
| 2020-2021       | Domžale           | 1.SNL           | 35         | 12         | CS              | 2               | 1               |                    | -                  | -                  |             | -           | -           | 37     | 13     |        |
| lug.-set. 2021  | Domžale           | 1.SNL           | 0          | 0          | CS              | 0               | 0               | UECL               | 3                  | 0                  |             | -           | -           | 3      | 0      |        |
| set.-dic. 2021  | Šachcër Salihorsk | VL              | 3          | 1          | CB              | 0               | 0               |                    | -                  | -                  |             | -           | -           | 3      | 1      |        |
| gen.-lug. 2022  | Šachcër Salihorsk | VL              | 2          | 0          | CB              | 0               | 0               |                    | -                  | -                  |             | -           | -           | 2      | 0      |        |
| 2022-feb. 2023  | Koper             | 1.SNL           | 15         | 0          | CS              | 1               | 3               | UECL               | 2                  | 0                  |             | -           | -           | 18     | 3      |        |
| feb.-giu. 2023  | Gorica            | 1.SNL           | 14+2       | 5+0        |                 | -               | -               |                    | -                  | -                  |             | -           | -           | 16     | 5      |        |
| Totale carriera | Totale carriera   | Totale carriera | 78         | 21         |                 | 5               | 4               |                    | 6                  | 0                  |             | -           | -           | 89     | 25     |        |